# Carlos Javier Sobera Pardo
Carlos Javier Sobera Pardo (Barakaldo, Biscaia, 11 d'agost de 1960), més conegut com a Carlos Sobera és un actor, presentador de televisió, empresari teatral i exprofessor universitari basc.

## Trajectòria
Va començar al món del teatre fundant el seu propi grup, La Espuela a Bilbao el 1980. Amb aquest grup en va representar obres com La dama del alba, ¡Viva el Duque, nuestro dueño! i Balada de los tres inocentes. Al mateix temps va obtenir la llicenciatura en Dret per la Universitat de Deusto i va exercir com a professor de dret de la publicitat a la facultat de Ciències de la Informació a la Universitat del País Basc des del 1987 durant una dècada. Va ser en aquest any quan en va formar l'aula de teatre de la universitat amb el professor Pedro Barea, on fa tasques d'interpretació, direcció i producció i de la qual va ser coordinador.
Pel que fa a la trajectòria televisiva, hi va debutar a mitjans dels anys 90 a la televisió basca ETB, escrivint-ne guions televisius per al programa Boulevard, presentat per Anne Igartiburu i en va crear el 1995 el concurs Los jueves, mudanza a la televisió gallega TVG. A la televisió basca n'ha fet de presentador en programes com Ciudadanos o Arde la Tarde.
Va ser en aquest temps on va fer els seus primers films interpretant i guionitzat, junt actors com Imanol Arias, pel·lícules com Rigor Mortis.El 1997 en va fer un pas cap a les televisions de nivell estatal, quan hi va començar a presentar a TVE2 l'espai setmanal PCAdictos, i incrementant la seva popularitat a sèries com Al salir de Clase o Quítate tú para ponerme yo de Telecinco.
Tanmateix, el salt definitiu a la fama fou quan Telecinco li va oferir la conducció d'un nou concurs diari el 1999, ¿Quien quiere ser millonario?, i amb aquest espai va guanyar premis com a millor presentador com el TP d'Or, el qual el va obtenir tres cops, entre d'altres. El seu mètode d'arquejar les celles el va donar gran popularitat.Durant aquest temps no en va deixar ETB, on va presentar concursos com Date el bote durant set anys.
De forma paral·lela a l'èxit televisiu va rodar diversos films com Fin de trayecto, El forastero, Aquí hemos llegado o La camisa del revés, complementant-ho amb actuacions teatrals protagonitzant amb Àngels Gonyalons l'obra Palabras Encadenadas de Jordi Galceran. El 2004 va fer un salt a Antena 3, la qual li encarrega la conducció de concursos com Jeopardy, els quals no hi varen ser gaire reeixits, la qual cosa va fer que es cancel·lessin.Va ser en aquesta mateixa cadena qual al tornar a presentar ¿Quien quiere ser millonario?, el qual hi va assolir un 23% de quota de pantalla i en va ser el concurs més vist a Espanya el 2006, quan va tornar a guanyar dues vegades el TP d'Or i una nominació a millor presentador de programes d'entreteniment.
A l'abril del 2008 es va anunciar el seu fitxatge per Televisió Espanyola, tancant així la seva etapa a Antena 3. A aquesta cadena va presentar el concurs Canta! Singstar i al llarg de l'any següent presenta el programa Los mejores años de nuestra vida, amb gran èxit d'audiència,tant que va posar en marxa una gira teatral basada en el programa. Sis mesos després, al gener del 2010 comença a presentar el concurs La lista, a La 2. Aquest mateix any treballa a la televisió 7RM de Múrcia i presenta el programa de televisió Consumidores, centrat en els drets dels consumidors. Va tornar a Antena 3 un any més tard per presentar el concurs ¡Atrapa un Millón!entre d'altres concursos durant quatre anys, fins que el 2016 va començar a presentar a Cuatro el programa First Dates.